# Zelomorpha wesmaeli
Zelomorpha wesmaeli är en stekelart som först beskrevs av Maximilian Spinola 1840.  Zelomorpha wesmaeli ingår i släktet Zelomorpha och familjen bracksteklar. Inga underarter finns listade i Catalogue of Life.